# Anselm Neft
Anselm Neft (* 6. Juli 1973 in Bonn) ist ein deutscher Schriftsteller und Publizist.

## Leben
Anselm Neft besuchte das Aloisiuskolleg in Bonn-Bad Godesberg, leistete Zivildienst und studierte von 1993 bis 2000 Vergleichende Religionswissenschaften, Volkskunde und Vor- und Frühgeschichte an der Rheinischen Friedrich-Wilhelms-Universität Bonn. 1999 bis 2001 trat er für zwei Jahre als Schalmeibläser und Herold mit der Mittelalter-Rockband Schelmish auf und tourte durch Deutschland. Anschließend war er in verschiedenen Berufen und Jobs tätig, darunter Deutschlehrer und Unternehmensberater.
2005 gründete er mit Christian Bartel und Francis Kirps EXOT, eine Zeitschrift für komische Literatur, und fungierte bis zu deren Ende im Dezember 2015 als Mitherausgeber.
Neft schreibt neben Romanen auch Essays, Satiren, Kolumnen und Glossen und publizierte vor allem für Zeit online, Berliner Zeitung, Die Welt, Tagesspiegel, taz, Eulenspiegel, Titanic und DAS MAGAZIN.
Er lebt als freier Autor und Publizist in Hamburg und betreibt dort mit Nefeli Kavouras den monatlichen Literaturpodcast laxbrunch und mit Piero Masztalerz, Katrin Seddig und Ella Carina Werner die Lesebühne 'Liebe für alle'.
Die Theaterinszenierung seines Romans Vom Licht durch das italienische Künstlerkollektiv Anagoor wurde am 19. März 2022 im Theater an der Ruhr uraufgeführt.
2023 erhielt er für sein Buch Ein Nachruf auf Fukurō Hayashi den Hamburger Literaturpreis in der Kategorie Roman. Die Recherche wurde mit einem „Raus! Nur raus!“-Stipendium unterstützt, das dem Autor eine Reise nach Kōbe ermöglichte, in die Heimatstadt der Hauptfigur des Romans.

## Veröffentlichungen

### (Erzählende) Literatur
Bücher:
- mit Christian Bartel (Hrsg.): Götter, Gurus und Gestörte. Satyr-Verlag Berlin 2009, ISBN 978-3-938625-48-4.
- Die Lebern der Anderen. Geschichten aus der Großstadt. Ullstein, Berlin 2010. ISBN 978-3-548-28086-8. (Kurzgeschichten)
- Hell. Roman. Satyr-Verlag, Berlin 2013, ISBN 978-3-944035-03-1.
- Helden in Schnabelschuhen. Roman. Knaus, München 2014, ISBN 978-3-8135-0561-0.
- Vom Licht. Roman. Satyr-Verlag, Berlin 2016, ISBN 978-3-944035-77-2.
- Die bessere Geschichte. Roman. Rowohlt, Reinbek 2019, ISBN 978-3-498-09334-1.[3][4]
- Späte Kinder. Roman. Rowohlt, Hamburg 2022, ISBN 978-3-498-00237-4.

Weitere Werke (Auswahl):
- Die schönste Blume des Allgäus. In: 15. Open Mike. Allitera Verlag, München, 2007, ISBN 978-3-86520-287-1
- Der Hund. In: Michael Hametner (Hrsg.): Risse im Beton. Die besten Kurzgeschichten aus dem 14. MDR-Literaturwettbewerb 2009. Rotbuch-Verlag, Berlin 2009, ISBN 978-3-86789-089-2
- Keine wirklich gute Schule und Warum der Jesuitenprovinzial dem ehemaligen Rektor Pater Theo Schneider nicht sein Vertrauen aussprechen sollte. In: Ebba Hagenberg-Miliu (Hrsg.): Unheiliger Berg: Das Bonner Aloisiuskolleg der Jesuiten und die Aufarbeitung des Missbrauchsskandals. Kohlhammer, Stuttgart 2014, ISBN 978-3-17-025130-4
- Drinnen, draußen, voll daneben. Ein paar weit ausgreifende Gedanken zu den Grundlagen völkischen und rassistischen Denkens. In: Markus Liske, Manja Präkels (Hrsg.): Vorsicht Volk!. Oder: Bewegungen im Wahn?. Verbrecher-Verlag, Berlin 2015, ISBN 978-3-95732-121-3
- Schock der Woche. In: Heiko Werning, Volker Surmann (Hrsg.): Ist das jetzt Satire oder was?. Beiträge zur humoristischen Lage der Nation. Satyr-Verlag, Berlin 2015, ISBN 978-3-944035-56-7
- mit Maren Kaschner: 111 Orte auf Rügen, die man gesehen haben muss. emons, Köln 2016, ISBN 978-3-95451-837-1
- Schweinsnacht. In: Das ist ja wohl der Horror!: Angst- und Bangegeschichten. Rowohlt 2017, ISBN 978-3-499-27343-8.
- Mach's wie Miltos im ORF im Rahmen der 43. Tage der deutschsprachigen Literatur, Klagenfurt 2018
- Libretto von Die Flexibilität der Fische (zwei Kompositionen von Hannes Seidl), Uraufführung auf den 100. Donaueschinger Musiktagen, Oktober 2021